# Nephrolepis multifida
Nephrolepis multifida är en spjutbräkenväxtart som först beskrevs av Louis Claude Richard, och fick sitt nu gällande namn av Georg Heinrich Mettenius. Nephrolepis multifida ingår i släktet Nephrolepis och familjen Nephrolepidaceae. Inga underarter finns listade.